# Jonathan Weissman
Jonathan S. Weissman ist ein US-amerikanischer Biochemiker, Biophysiker und Zellbiologe.
Weissman studierte Physik an der Harvard University mit dem Bachelor-Abschluss 1988 und promovierte 1993 bei Peter S. Kim am  Massachusetts Institute of Technology in Biophysik. Damals untersuchte er Proteinfaltung am Beispiel des Aprotinin (BPTI). 1993 bis 1996 war er Post-Doktorand bei Arthur Horwich an der Yale University, wo er die Chaperone GroEL untersuchte.
Er ist seit 2000 Forscher am Howard Hughes Medical Institute (ab 2005 als Investigator) und Professor für zelluläre und molekulare Pharmakologie an der University of California, San Francisco (UCSF). Er ist Direktor der Innovative Genome Initiative der Universitäten Berkeley und San Francisco.
Er ist im wissenschaftlichen Beratergremium von Amgen.
2008 erhielt er den Sackler-Preis in Biophysik und 2015  hielt er die Keith R. Porter Lecture der American Society of Cell Biology. 2015 erhielt er den ersten NAS Award for Scientific Discovery für die Entwicklung von Ribosome Profiling, einer mächtigen Technik die die Genom-weite Analyse von Proteinsynthese in lebenden Zellen mit hoher Auflösung ermöglicht. Sie beruht auf Sequenzierung der messenger-RNA in den Zellen, die einen Schnappschuss der Gentranskription der Zelle ergibt. Sie erforschten damit unter anderem die Mechanismen bei Zellwachstum und Zelldifferentiation und Gen-Wechselwirkungs-Karten. Außerdem entwickelte er mit Stanley Qi, Adam Arkin, Jennifer Doudna und Wendell Lim (beide vom HHMI) die CRISPRi-Technik zur gezielten Regulation der Genexpression. Sie basiert auf dem katalytisch inaktiven mit CRISPR verbundenen Protein dCas9.
Außerdem befasst er sich mit der Steuerung der Proteinfaltung und Defekten bei Proteinfaltung und deren Rolle bei Krankheiten und in normalen Zellen, wo die Proteinfaltung meist im endoplasmatischen Retikulum (ER) stattfindet. Weissman untersucht die besonderen Bedingungen im ER der Zelle für die Proteinfaltung.
Weissman ist seit 2009 Mitglied der National Academy of Sciences.

## Schriften (Auswahl)
- mit Nicholas T. Ingolia, Liana F. Lareau: Ribosome Profiling of Mouse Embryonic Stem Cells Reveals the Complexity and Dynamics of Mammalian Proteomes, Cell, Band 147, 2011, S.  789–802. PMID 2205604